# Frédéric Fauthoux
Frédéric Fauthoux (Saint-Sever, 6 dicembre 1972) è un ex cestista e allenatore di pallacanestro francese.
È il padre di Marine Fauthoux.

## Carriera
Fino al 2007 ha giocato nel Pau-Orthez, dove ha militato ininterrottamente dal 1989, dapprima con il settore giovanile, in seguito con la prima squadra. Inoltre, dal 2001 era diventato capitano della squadra.
Ha vinto sette campionati di Francia, tre coppe di Francia, e quattro Tournois des As. Ha disputato diverse Euroleghe, ma con risultati modesti.

## Palmarès

### Giocatore
- Campionato francese: 7

Pau-Orthez: 1991-92, 1995-96, 1997-98, 1998-99, 2000-01, 2002-03, 2003-04
- Coppa di Francia: 3

Pau-Orthez: 2002, 2003, 2007
- Semaine des As: 1

Pau-Orthez: 2003